# Korma
Korma (do turco kavurma) é um prato originário da Índia, que consiste de carne ou legumes braseados com iogurte ou creme, água ou caldos, e especiarias, para produzir um molho espesso.

## História
A palavra korma ou kurma (قورمه em persa) é derivada do Urdu ḳormā ou ḳormah, que significa "refogar", derivado por sua vez do turco kavurma, que literalmente significa "cozido de carne". Korma tem suas raízes na cozinha Mogol, império que se desenvolveu nos atuais Índia e Paquistão. É um  prato que pode ser rastreado até o século XVI. Classicamente, um korma é definido como um prato onde carne ou legumes são braseados e tem água, caldo, e iogurte ou creme adicionado. 

## Variações

### Navratan korma

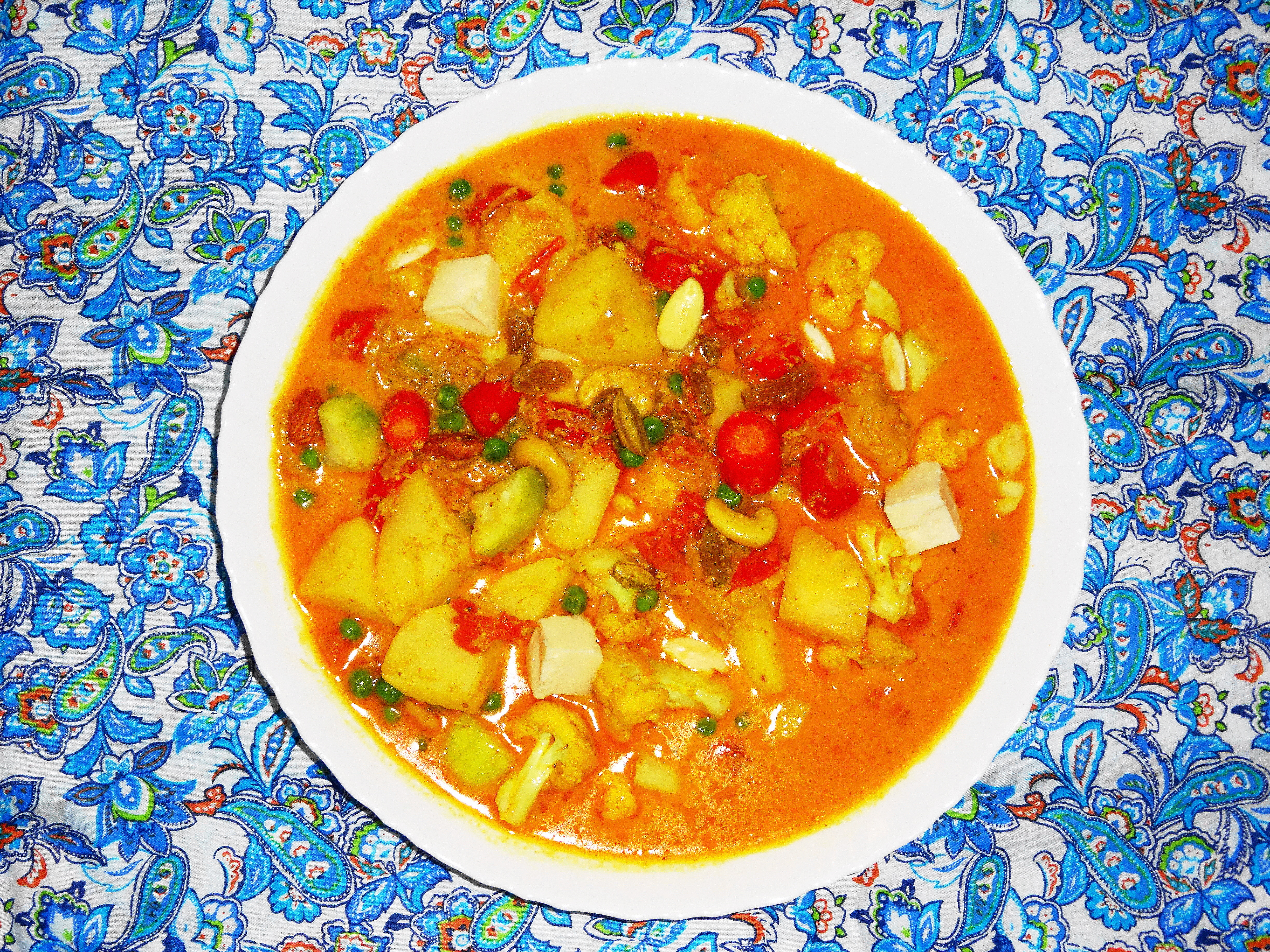
Navratan korma (culinária Mogol)

Navratan korma é um tipo de korma vegetariano feito com legumes e ou paneer (queijo Indiano) ou nozes – ou às vezes ambos. "Navratan" significa "nove gemas", e é comum que a receita inclua nove vegetais diferentes.

### No Azerbaijão
No Azerbaijão, korma, que é escrito como qovurma, é disponível em vários tipos, qovurma de cordeiro, de fígado e sabzi. Sabzi qovurma ou ensopado de cordeiro com ervas é uma mistura da culinária do Irã e Turquia, apontado pelo fato de que "sabzi" significa verde em persa e "qovurma" significa "carne frita" em azeri e outras línguas turcas. Sabzi qovurma pode ser servido com pilaf de arroz ou como um prato principal, com iogurte e alho amassado. O sabzi que dá nome ao prato é uma combinação de ervas que costuma ser servida como acompanhamento ou, no caso do 'qovurma, usada como ingrediente principal. É feita de manjericão, coentro, estragão, hortelã, cebolinha, entre outras ervas aromáticas.

### Na Bulgária

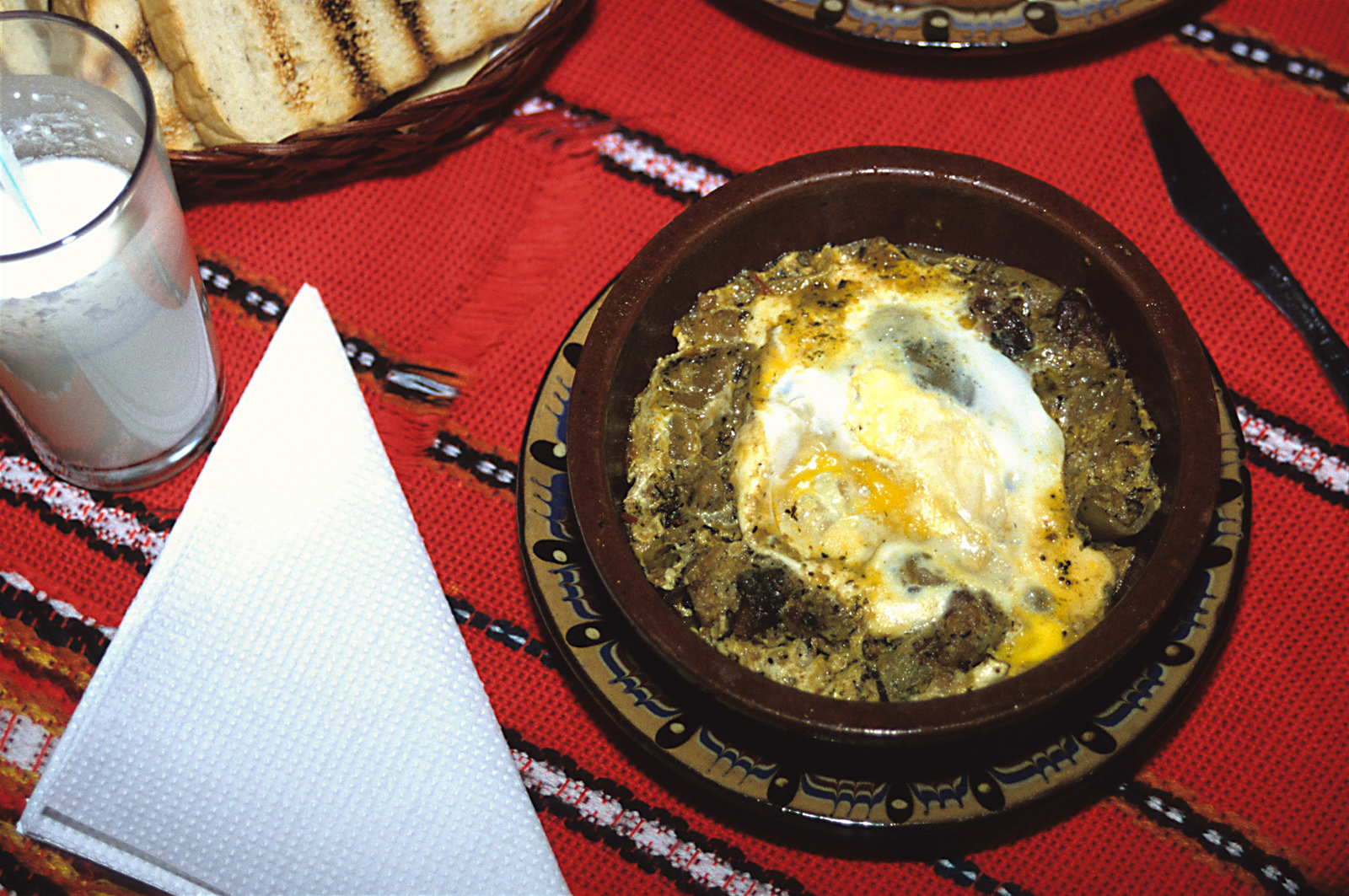
Kavarma com ovo, típico da Bulgária

Kavarma, também chamado de kavarma kebap é um prato ensopado de cozimento lento búlgaro, normalmente feito comcarne de porco e vegetais como alho-poró. Ele é tradicionalmente feito em uma panela de barro com tampa chamada gyuveche. Esse prato é bastante popular no país e existem diversas variações regionais para a receita, alguns dos quais tem sabor picante.

## Preparação

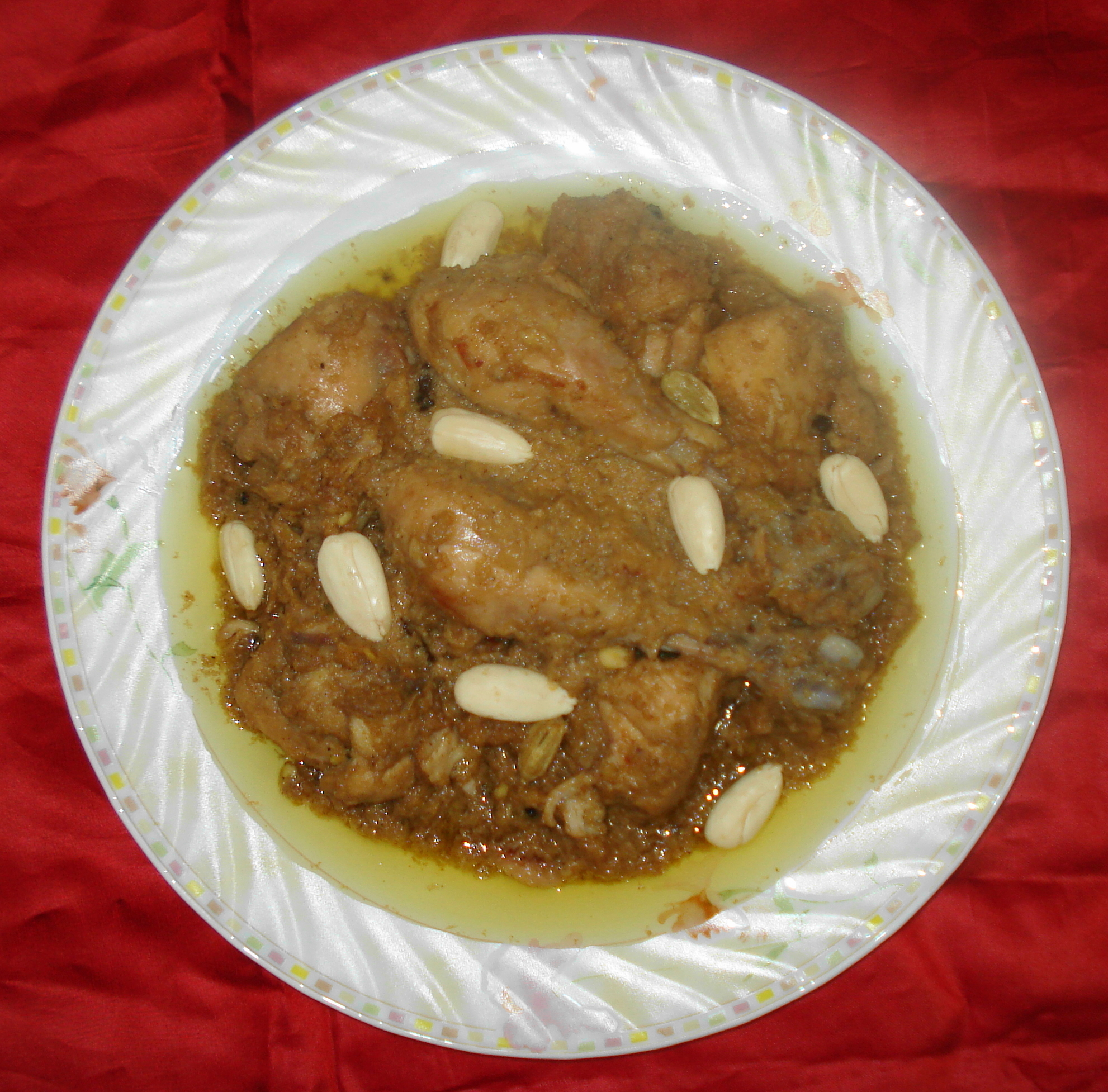
⠀⠀⠀⠀⠀⠀

Na preparação do korma, pode-se usar uma técnica chamada "bagar": no meio do processo de preparação, temperos e especiarias adicionais são misturados com ghee aquecida e, em seguida, combinada com o molho resultante do braseamento da carne; a panela então é coberta e sacudida, para que se libere vapor e o conteúdo dela se misture.